# Lucca-Manuskript
Das Lucca-Manuskript (auch Codex Lucensis oder Lucca, Biblioteca Capitolare Feliniana, 490) ist eine vermutlich um 800 entstandene Sammelhandschrift, deren berühmtester Bestandteil ein kurzer kunsttechnologischer Traktat aus dem siebten oder achten Jahrhundert ist. Dieser trägt den Titel Compositiones variae oder Compositiones ad tingenda musiva, der teilweise auch für den ganzen Codex verwendet wird. Die Handschrift ist nach ihrem Entstehungs- und Aufbewahrungsort Lucca benannt und wird in der Biblioteca Feliniana, der historischen Dombibliothek, unter der Signatur 490 aufbewahrt. Das Format beträgt 19,5 cm × 27 cm. 

## Inhalt
Die umfangreiche Handschrift enthält sehr zahlreiche, oft kurze Stücke, unter anderem Auszüge aus der Kirchengeschichte des Eusebius von Caesarea, den Liber pontificalis, die Collectio Sanblasiana und das Decretum Gelasianum. Der berühmtest Teil ist der Traktat Compositiones variae. Dieser ist in schlechtem Latein verfasst: „alles ist in einem Latein geschrieben, welches an Barbarei und Dunkelheit Großartiges leistet“. Der Text ist mit griechischen Ausdrücken gespickt, enthält ägyptische Überlieferung und oft fast wörtliche Wiederholungen aus dem Leidener Papyrus X. Behandelt wird das Färben und Vergolden von Glas, Fellen, Hölzern und Bein und die Herstellung von Farben und Metallverarbeitung.

## Textausgaben
- MURATORI, L. A., ed. Compositiones ad tingenda musiva, pelles, et alia, ad deaurandum ferrum, ad mineralia, ad chrysographiam, ad glutina quaedam conficienda, aliaque artium documenta, ante annos nongentos scripta; in: De artibus Italicorum post inclinationem Romani Imperii; in: Antiquitates Italicae Medii Aevi. II. ... Milano 1739. Erster Druck.
- BURNAM, John M.  A classical technology edited from Codex Lucensis 490. Boston 1920.
- JOHNSON, Rozelle Parker. Compositiones Variae. From codex 490, Biblioteca Capitolare, Lucca, Italy. An introductory study. Urbana, IL: University of Illinois Press, 1939.
- Hjalmar Hedfors: Compositiones ad tingenda musiva. Herausgegeben, übersetzt und philologisch erklärt. diss. phil. Upsala 1932.